# جميلة (مسلسل)
جميلة هو مسلسل تلفزيوني مصري عُرض في عام 2023، من بطولة ريهام حجاج، أحمد وفيق، سوسن بدر، يسرا اللوزي، هاني عادل، عبير صبري، نبيل عيسى وهشام إسماعيل، من تأليف أيمن سلامة ومن إخراج سامح عبد العزيز.

## قصة المسلسل
تعيش جميلة المحامية ورئيسة النيابة الإدارية حياة أسرية هادئة مع زوجها الطبيب زياد واسرتها، ولكن تنقلب حياتها رأسا على عقب عندما يتوفى أبيها، تاركا جميع أملاكه لها هي فقط، ثم تتوالى الأحداث.

## طاقم التمثيل
- ريهام حجاج (جميلة سالم الألفي)
- أحمد وفيق (د. هشام)
- هاني عادل (د. زياد)
- سوسن بدر (د. شهيرة علام / صباح متولي)
- عبير صبري (نيرمين)
- هشام إسماعيل (شريف)
- يسرا اللوزي (شيري)
- نبيل عيسى (أكرم)
- سامح الصريطي (طارق نصار)
- أحمد الشامي (أمير)
- مروة الأزلي (مي)
- عبير منير (داليا)

## فريق العمل
- إخراج: سامح عبد العزيز
- تأليف: أيمن سلامة
- إنتاج: العدل جروب، جمال العدل
- غناء: إبراهيم الحكمي